# Saint-Michel-de-Boulogne

Saint-Michel-de-Boulogne este o comună în departamentul Ardèche din sud-estul Franței. În 1 ianuarie 2022 avea o populație de 148 de locuitori.